# Tomasz Szerszeń
Tomasz Szerszeń (ur. 1981) – polski fotograf, antropolog kultury i eseista.

## Życiorys
Absolwent Międzywydziałowych Indywidualnych Studiów Humanistycznych na Uniwersytecie Warszawskim oraz fotografii w Państwowej Wyższej Szkole Filmowej, Telewizyjnej i Teatralnej w Łodzi. W 2012 uzyskał stopień doktora nauk humanistycznych. Adiunkt w Instytucie Sztuki Polskiej Akademii Nauk, gdzie kieruje Pracownią Antropologii Kultury i Sztuk Audiowizualnych, od czerwca 2024 redaktor naczelny kwartalnika "Konteksty".
Jego projekty artystyczne były wystawiane m.in. w Galerii Studio w Warszawie, Fundacji Archeologia Fotografii w Warszawie, Muzeum Sztuki w Łodzi, Muzeum Mickiewicza w Stambule, Nowym Teatrze w Warszawie a także na Paris Photo w Paryżu. Kurator wystaw (m.in. Czym jest Oświecenie? w Muzeum Sztuki Nowoczesnej w Warszawie, 2018), współautor projektów teatralnych Hiroshima/Love i Ameryka. Trzykrotny stypendysta Ministerstwa Kultury i Dziedzictwa Narodowego; Rządu Francuskiego; stypendium dla wybitnych młodych naukowców Ministerstwa Edukacji i Nauki; Stypendium Artystycznego m. st. Warszawy.  
Jego książka Wszystkie wojny świata została nominowana do Nagrody Literackiej Gdynia 2022 w kategorii esej, otrzymała Nagrodę Literacką Znaczenia i Nagrodę Główną Academia 2022, z kolei książka Być gościem w katastrofie została nominowana do Nagrody im. Marcina Króla. Architektura przetrwania otrzymała wyróżnienie w konkursie Fotograficzna Publikacja Roku (2018).  

## Książki
- Podróżnicy bez mapy i paszportu (słowo/obraz terytoria, Gdańsk 2015)[14]
- Architektura przetrwania (Fundacja Asymetria, 2017)[15]
- Wszystkie wojny świata (słowo/obraz terytoria, Instytut Sztuki PAN, Gdańsk-Warszawa 2021)[16]
- Oświecenie, czyli tu i teraz (red., z Łukaszem Rondudą, Karakter, Muzeum Sztuki Nowoczesnej w Warszawie, Kraków - Warszawa 2021)[17]
- Być gościem w katastrofie (Wydawnictwo Czarne, Wołowiec 2024)[18].